# Saburō Kawamoto
Saburō Kawamoto (川本 三郎 Kawamoto Saburō?, nacido el 15 de julio de 1944) es un crítico literario y cinematográfico japonés, además de profesor en la Universidad de Rikkyo.
Después de graduarse de la Universidad de Tokio, trabajó para el periódico Asahi Shimbun antes de dejarlo en 1972 para convertirse en crítico. Fue un crítico que ayudó a descubrir los talentos de Haruki Murakami. Ganó el Premio Suntory por su libro Taishū Genei en 1991, el Premio de Literatura Yomiuri por Kafū and Tokyo en 1997, y el Premio de Literatura Itō Sei por Hakushu Bōkei en 2012.
Se convirtió en un escritor independiente. La película de Nobuhiro Yamashita, My Back Page, se basa en el ensayo de Kawamoto.

## Obras
- Taisho illusions 大正幻影
- My Back Page: a 60's story　マイ・バック・ページ ある60年代の物語